# Sporting Club Quinto 2016-2017

## Rosa
| N° |                   | Ruolo | Giocatore            |
| -- | ----------------- | ----- | -------------------- |
|    | Italia (bandiera) | P     | Nicolò Scanu         |
|    | Italia (bandiera) | P     | Andrea Gianoglio     |
|    | Italia (bandiera) | P     | Federico Accardo     |
|    | Italia (bandiera) | D     | Armando Turbati      |
|    | Italia (bandiera) | D     | Giacomo Boero        |
|    | Italia (bandiera) | D     | Gianluca Sgherri     |
|    | Italia (bandiera) | CV    | Andrea Amelio        |
|    | Italia (bandiera) | CV    | Francesco Brambilla  |
|    | Italia (bandiera) | CV    | Alessandro Brambilla |

| N° |                    | Ruolo | Giocatore           |
| -- | ------------------ | ----- | ------------------- |
|    | Italia (bandiera)  | CV    | Alessio Cognatti    |
|    | Italia (bandiera)  | A     | Luca Bittarello     |
|    | Serbia (bandiera)  | A     | Srdjan Aksentijevic |
|    | Italia (bandiera)  | A     | Matteo Villa        |
|    | Italia (bandiera)  | A     | Filippo Bianchi     |
|    | Italia (bandiera)  | A     | Matteo Spigno       |
|    | Croazia (bandiera) | A     | Tomislav Primorac   |
|    | Italia (bandiera)  | CB    | Alessandro Palmieri |
|    | Serbia (bandiera)  | CB    | Nikola Eškert       |

- Allenatore:  Marco Paganuzzi

## Mercato
| Acquisti | Acquisti             | Acquisti         | Acquisti |
| R.       | Nome                 | da               |          |
| -------- | -------------------- | ---------------- | -------- |
| CV       | Alessandro Brambilla | Sport Management |          |
| A        | Srdjan Aksentijevic  | Stella Rossa     |          |
| A        | Tomislav Primorac    | Ethnikos         |          |
| CB       | Nikola Eškert        | Stella Rossa     |          |

| Cessioni | Cessioni           | Cessioni      | Cessioni |
| R.       | Nome               | a             |          |
| -------- | ------------------ | ------------- | -------- |
| CV       | Gabriele Luccianti | fine attività |          |
| CB       | Nikola Bogdanović  | fine rapporto |          |